# Céüse
Céüse ist ein im französischen Département Hautes-Alpes gelegener Berg. Sein Gipfelplateau ist nach Norden geneigt, nach Süden bricht es in einer bis zu 200 Meter hohen Felswand ab. Céüse ist Teil eines Natura-2000-Gebietes.

## Klettergebiet
Das Klettergebiet Céüse besteht im Wesentlichen aus der mehrere Kilometer langen, halbkreisförmigen, unterhalb des Gipfels gelegenen Felswand. Der im Zentrum südseitig ausgerichtete Felsriegel, der auch als „schönste Wand der Welt“ bezeichnet wird, bietet mehr als 200 Routen in den Schwierigkeitsgraden 5c bis 9b+ (französische Skala), der Schwerpunkt liegt dabei auf Routen im siebten Grad. Die längsten Routen sind sechs Seillängen lang und führen bis zum Gipfel.
Die derzeit schwerste Route des Klettergebietes ist die von Ethan Pringle eingebohrte Bibliographie (9b+), welche am 6. August 2020 von Alexander Megos erstbegangen wurde. Die davor schwierigste Route in Céüse war die 2001 von Chris Sharma erstbegangene Realization (auch: Biographie), die weltweit zweite Route im Schwierigkeitsgrad 9a+. Weitere bekannte Routen sind die ebenfalls von Sharma erstbegangene Three Degrees of Separation (9a), deren Schlüsselstellen aus drei Dynamos bestehen, sowie die Route Bah Bah Black Sheep (8c+), erstbegangen von Dave Graham.